# 叡明館中学校・高等学校
叡明館中学校・高等学校（えいめいかん ちゅうがっこう・こうとうがっこう、英: Eimeikan Junior & Senior High School）は、かつて石川県白山市（旧・松任市）長島町にあった私立中学校・高等学校。1984年（昭和59年）4月に開校し、1995年（平成7年）に休校となった（「石川県私立学校名簿」では休校中となっている）。
旧校地は白山市長島町にあったが、民間企業に売却されている（後述）。

## 概要
学校法人叡明館が設置・運営し、中高一貫教育全寮制（6年間）であった。設立認可日は1983年（昭和58年）12月16日。
「石川県私立学校名簿（令和5年5月1日現在）」では休校中となっており、市町村別私立学校・専修学校・各種学校数の白山市には同校が含まれていることが注記されている。

## 設置学科
- 普通科（定員240人）[1]。

## 沿革
- 1984年（昭和59年）4月 - 学校法人叡明館中等部・叡明館高等部として開校。
- 1991年（平成3年）- 男子校から男女共学へ移行、全寮制も一部自宅登校制へ。
- 1995年（平成7年）- 叡明館中学校・高等学校に改称するが、後に閉校となる（制度上は休校扱い）。

## 部活動
- 運動部 - ラグビー部ほか

## 同窓会
卒業生や教職員を中心会員とした「叡智会（えいちかい）」という同窓会がある。

## 旧校地
旧校地は石川県白山市長島町1001番地にあった。2002年（平成14年）にソフトウエア開発を行う株式会社ジェイ・エス・エスが落札して建物を2棟建築してソフト開発業務や保管庫として使用していた。しかし、グラウンドは空いていたため少年野球チームなどに貸与されていた（中学硬式野球クラブチーム「石川中央ボーイズ」の練習場として使用された）。
その後、ジェイ・エス・エスは金沢市の本社への機能集約のため2022年夏頃に長島町から撤退し、2023年（令和5年）春にその事業棟と廃校舎は取り壊されて更地となった。跡地には土木建築工事用の型枠などを製造する福井鉄工所（川北町）と廃棄物焼却炉メーカーのアクトリー（白山市）が進出する予定である。